# Tatra 603
Tatra 603 — чехословацкий легковой автомобиль представительского класса, выпускавшийся в 1956—1975 годах. Tatra 603 была создана конструктором Юлиусом Мацкерле в 1955 году. Автомобиль имел весьма характерную внешность, разработанную дизайнером Франтишком Кардаусом и ведущим конструктором Владимиром Попеларжем при участии Йозефа Халупы и Зденека Коваржа. Заднее расположение мотора позволило получить низкий и округлый, выгодный с точки зрения аэродинамики, передок автомобиля.
Tatra 603 была впервые представлена на международной выставке в Злине в 1955 году. В 1959 автомобиль получил Золотую ленту на выставке в западногерманском Висбадене — за «стиль, концепцию и элегантность». Tatra 603 также была показана на выставках в Италии, во Франции, а также через четыре года в Нью-Йорке. Машина предназначалась на роль служебной для высших партийных и политических руководителей государств Варшавского договора и дружественных им стран, хотя некоторые экземпляры также были проданы частным лицам за рубеж.

## Описание
Мотор был воздушного охлаждения, мощностью 95 л.с. при 5000 об/мин. Имел четырёхступенчатую, полностью синхронизированную коробку передач. Питание осуществлялось от двух компактных двухкамерных карбюраторов фирмы «Зиков». Имел бензиновый отопитель, независимый от двигателя (предыдущая модель Tatra 87 страдала нехваткой тепла).
Расположение двигателя сзади позволило скруглить переднюю часть автомобиля, в результате коэффициент аэродинамического сопротивления Сх составлял всего 0,36.
Подвеска независимая, со спиральными пружинами и гидравлическими амортизаторами на всех колёсах. Спереди использована подвеска Мак-Ферсона, сзади — на качающихся полуосях. В ходе производства ширина колеи передней оси неоднократно менялась, с 1400 мм до 1485 мм в модификации 1972 года. Тормоза первоначально барабанные, со сдвоенным гидравлическим приводом, в 1962 году появился гидравлический сервопривод, а в 1968 году произошла замена на дисковые.
В ходе выпуска Tatra 603 пережила два рестайлинга: так, ранние машины выпуска до 1962 года имели трёхфарную систему головного света (средняя фара была поворотной, связанной с передними колёсами и подсвечивающей направление поворота). В 1962 году, на Tatra 603-2, внедрили четыре расположенные по центру фары. На автомобилях выпуска после 1967 года (официально продолжавших зваться Tatra 603-2, но в народе устоялся неофициальный индекс Tatra 603-3) фары разъехались ближе к краям кузова, имелись также отличия в задних фонарях, декоративных элементах кузова и прочих деталях.